# Rio Peenestrom

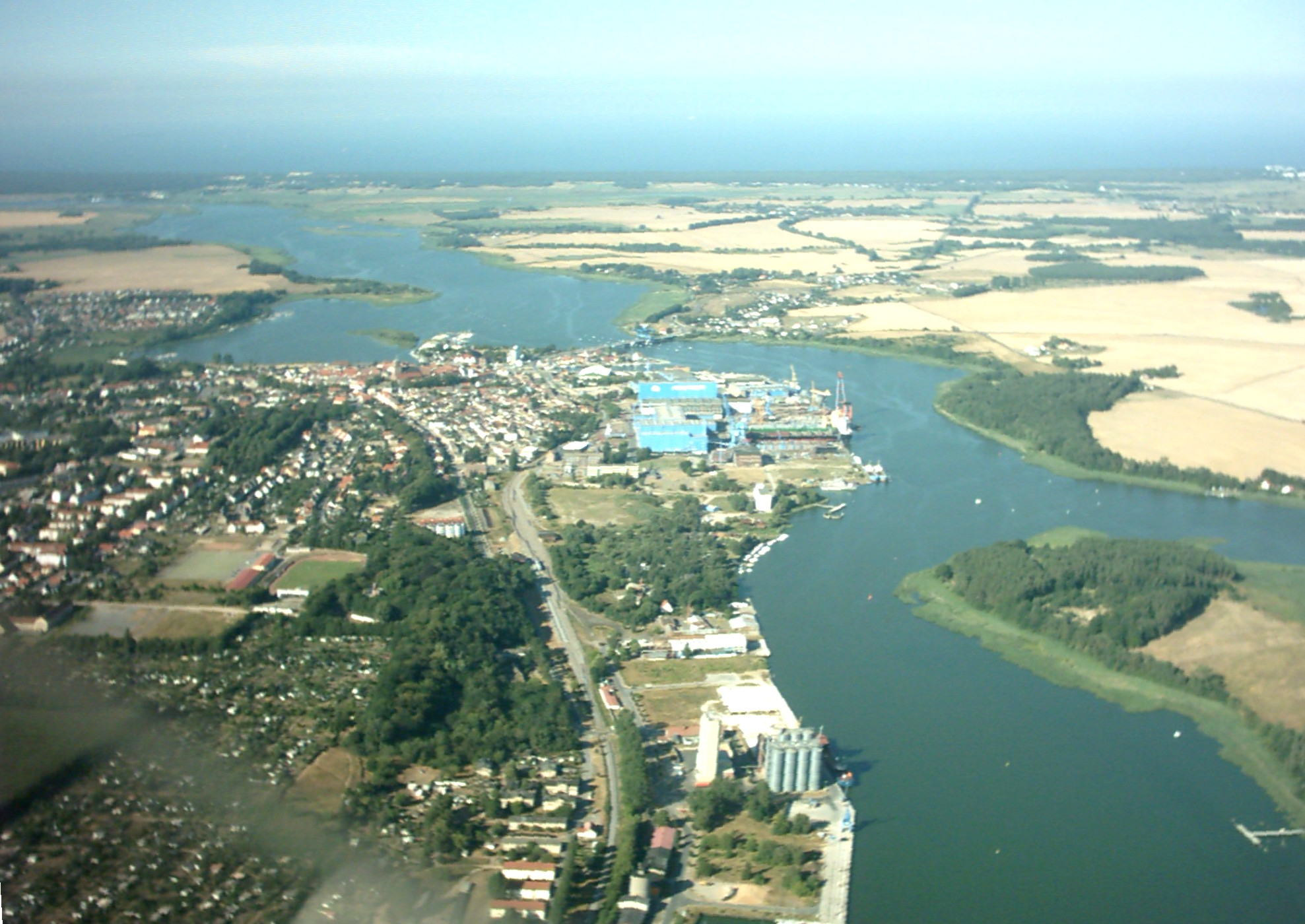
The Peenestrom at Wolgast

O Peenestrom é um estreito ou rio em Mecklemburgo-Pomerânia Ocidental, Alemanha.  Ele tem 20 km de comprimento e é a principal ligação a oeste da Lagoa Szczecin (junto com o Rio Świna e o Rio Dziwna) com o Mar Báltico. Além disso, é também um dos três tributários do Oder.